# Соловьёва, Лидия Валентиновна
Лидия Валентиновна Соловьёва (укр. Лідія Валентинівна Соловйова, род. 21 января 1978) — украинская спортсменка (пауэрлифтинг), заслуженный мастер спорта Украины.
Паралимпийская чемпионка 2004, 2008 и 2016 годов, серебряный призёр 2000 года, бронзовый призёр Паралимпийских игр 2012 года в Лондоне.

## Биография
У Лидии Соловьёвой от рождения поражен опорно-двигательный аппарат. Она родилась больной нанизмом, мать бросила дочь в родильном доме и девочка воспитывалась в интернате.
Талант Лидии Соловьёвой заметил президент Паралимпийского комитета Украины Валерий Сушкевич. В 1990-х годах Дом инвалидов в Днепропетровске, где жила и училась Лидия Соловьёва, посетил Валерий Михайлович Сушкевич. После разговора с ним девушка решила заняться спортом. Она поступила в Луганский техникум учиться на швею-мотористку, где тренер по тяжелой атлетике заметил и развил её потенциал.
Занимается пауэрлифтингом в Днепропетровском областном центре «Инваспорт».
10 сентября 2016 года на Паралимпийских играх в Рио-де-Жанейро (Бразилия) Лидия Соловьёва получила свою третью золотую медаль Палалімпіад на соревнованиях по пауэрлифтингу, установив новый мировой рекорд — 107 кг.
Благодаря успешным выступлениям, Лидия Соловьёва стала популярной в Днепре. После новостей о ней в прессе и на телевидении, свою покинутую когда ребёнка узнала и нашла её мать и теперь они живут вместе.

## Спортивные достижения
- Серебряный призёр XIV летних Паралимпийских игр 2000 года (Сидней).
- Чемпионка XII летних Паралимпийских игр 2004 года (Афины).
- Чемпионка и рекордсменка XIII летних Паралимпийских игр 2008 года (Пекин).
- Бронзовый призёр XIV летних Паралимпийских игр 2012 года (Лондон).
- Серебряный призёр в весе до 50 кг на Чемпионате мира 2014 года.
- Чемпионка в весе до 50 кг Кубке мира 2015 года.
- Чемпионка Европы 2015 года.
- Серебряный призёр в личном первенстве Кубке мира 2016 года.
- Чемпионка и рекордсменка XV летних Паралимпийских игр 2016 года (Рио-де-Жанейро).

## Государственные награды
- Орден «За заслуги» II ст. (4 октября 2016 года) — За достижение высоких спортивных результатов на XV летних Паралимпийских играх 2016 года в городе Рио-де-Жанейро (Федеративная Республика Бразилия), проявленные мужество, самоотверженность и волю к победе, утверждение международного авторитета Украины[3]
- Орден «За заслуги» III ст. (7 октября 2008) — за достижение высоких спортивных результатов на XIII летних Паралимпийских играх в Пекине (Китайская Народная Республика), проявленные мужество, самоотверженность и волю к победе, подъём международного авторитета Украины[4]
- Полный кавалер ордена княгини Ольги:
  - Орден княгини Ольги I ст. (17 сентября 2012) — за достижение высоких спортивных результатов на XIV летних Паралимпийских играх в Лондоне, проявленные мужество, самоотверженность и волю к победе, подъём международного авторитета Украины[5]
  - Орден княгини Ольги II ст. (19 октября 2004) — за достижение значительных спортивных результатов, подготовку чемпионов и призёров XII летних Паралимпийских игр в Афинах, повышение международного престижа Украины[6]
  - Орден княгини Ольги III ст. (2 ноября 2000) — за достижение значительных спортивных результатов на XI Параолимпийских играх в Сиднее[7]